# Série mondiale 1993

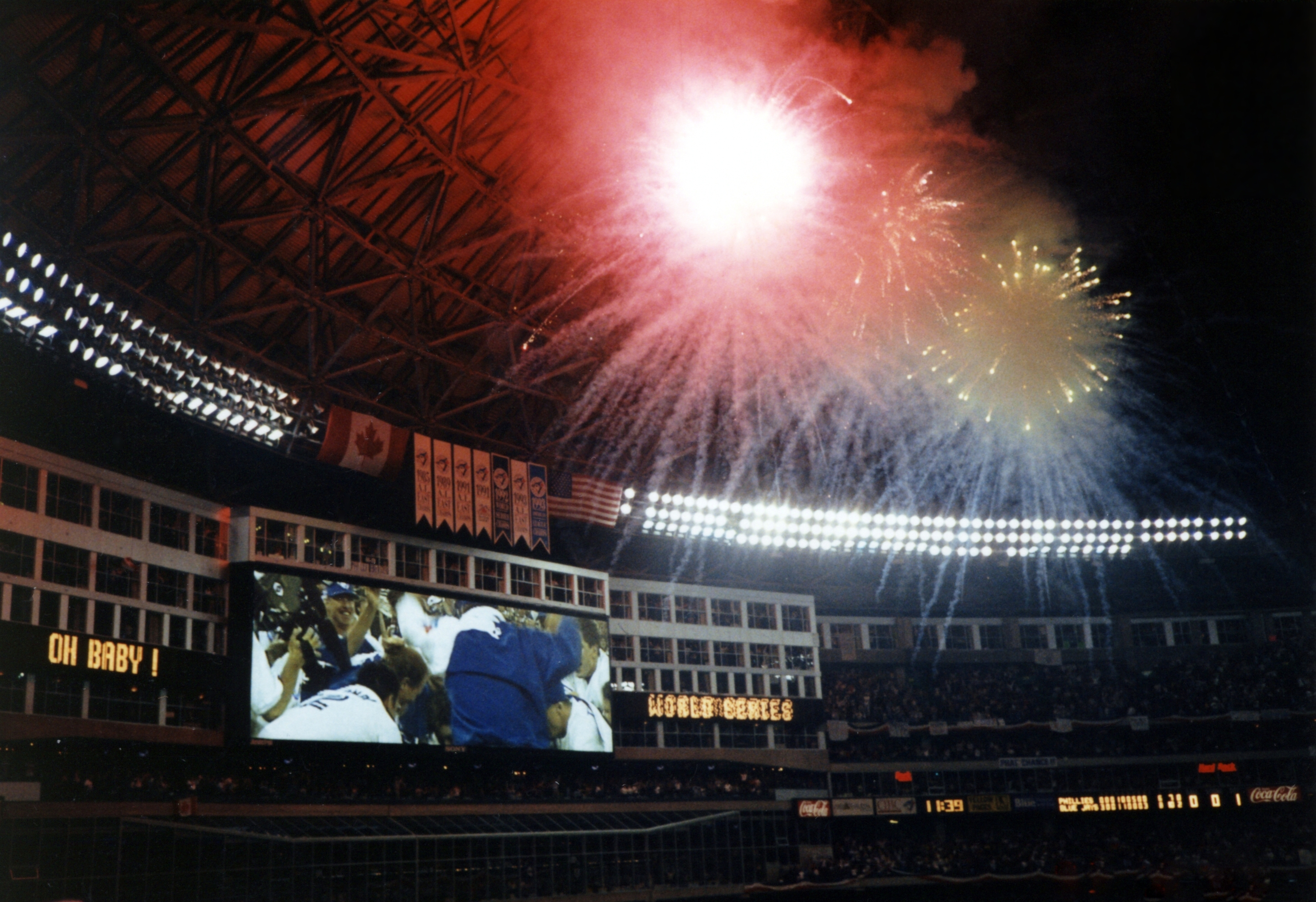
Feux d'artifice au SkyDome de Toronto après la victoire en Série mondiale des Blue Jays le 23 octobre 1993.

La Série mondiale 1993 était la 90e série finale des Ligues majeures de baseball. Elle a débuté le 16 octobre 1993 et opposait les champions de la Ligue américaine et champions en titre du baseball, les Blue Jays de Toronto, aux champions de la Ligue nationale, les Phillies de Philadelphie.
Cette série 4 de 7 s'est terminée le 23 octobre 1993 par une victoire des Blue Jays, quatre parties à deux sur les Phillies. Les Blue Jays remportaient ainsi une deuxième Série mondiale consécutive, la première équipe à réaliser l'exploit depuis les Yankees de New York de 1977 et 1978.
Le sixième et dernier match de la série eut lieu au SkyDome de Toronto, au Canada. Ce fut la première fois (et la seule jusqu'à aujourd'hui) qu'une équipe remportait la Série mondiale dans un stade à l'extérieur des États-Unis.

## Équipes en présence
Les Blue Jays de Toronto (95 victoires, 67 défaites) remportent le championnat de la division Est de la Ligue américaine pour une troisième saison consécutive, avec une confortable priorité de sept matchs sur les Yankees de New York. Dans l'Ouest, les White Sox de Chicago (94-68) terminent premier, huit parties devant les Rangers du Texas.
En Série de championnat, les Jays l'emportent quatre parties à deux sur les Sox pour passer en Série mondiale pour la deuxième année consécutive et défendre leur titre de champions du monde.
Dans la Ligue nationale, les Braves d'Atlanta remportent le troisième d'une série record de 14 championnats de division consécutif. Les champions en titre de la Nationale présentent le meilleur dossier des majeures (104-58) et enlèvent le championnat de la section Ouest, un match devant les Giants de San Francisco. En Série de championnat, ils seront cependant défaits quatre parties à deux par les Phillies de Philadelphie qui, avec une fiche de 97 victoires et 65 revers, avaient terminé premier dans la section Est, trois matchs devant les Expos de Montréal.
Les Phillies, franchise établie en 1883, participent aux Séries mondiales pour la cinquième fois de leur histoire, une première depuis leur seul triomphe, celui de 1980. Les Blue Jays en sont quant à eux à une deuxième participation depuis leur entrée dans les majeures en 1977.

## Déroulement de la Série

### Calendrier des rencontres
| Match | Date       | Visiteur                 | Hôte                     | Score   |
| ----- | ---------- | ------------------------ | ------------------------ | ------- |
| 1     | 16 octobre | Phillies de Philadelphie | Blue Jays de Toronto     | 5 - 8   |
| 2     | 17 octobre | Phillies de Philadelphie | Blue Jays de Toronto     | 6 - 4   |
| 3     | 19 octobre | Blue Jays de Toronto     | Phillies de Philadelphie | 10 - 3  |
| 4     | 20 octobre | Blue Jays de Toronto     | Phillies de Philadelphie | 15 - 14 |
| 5     | 21 octobre | Blue Jays de Toronto     | Phillies de Philadelphie | 0 - 2   |
| 6     | 23 octobre | Phillies de Philadelphie | Blue Jays de Toronto     | 6 - 8   |

### Match 1
Samedi 16 octobre 1993 au SkyDome, Toronto, Ontario.
| Phillies de Philadelphie | 2 | 0 | 1 | 0 | 1 | 0 | 0 | 0 | 1 | 5 | 11 | 1 |
| Blue Jays de Toronto | 0 | 2 | 1 | 0 | 1 | 1 | 3 | 0 | X | 8 | 10 | 3 |
| Lanceurs partants : PHI : Curt Schilling TOR : Juan Guzmán Vic. : Al Leiter (1-0) Déf. : Curt Schilling (0-1) Sauv. : Duane Ward (1) HRs: TOR : Devon White (1), John Olerud (1) |   |   |   |   |   |   |   |   |   |   |    |   |

Le match inaugural appelait à un duel de lanceurs entre les as Juan Guzmán des Blue Jays et Curt Schilling des Phillies. Cependant, les deux clubs s'inscrivent au pointage tôt dans la rencontre. En première manche, des simples productifs de John Kruk et Darren Daulton procurent aux Phillies une avance de 2-0. Toronto crée l'égalité en fin de 2e sur un coup sûr de Paul Molitor et un retrait à l'avant-champ de Tony Fernandez, qui fait compter un point. Chaque équipe marque en 3e et en 5e, les Jays créant l'égalité sur un coup de circuit en solo de Devon White, puis John Olerud brise l'égalité de 4-4 en frappant lui aussi la longue balle, en 6e. 
Toronto mettra le match hors de portée des Phillies avec une poussée de trois points en fin de 7e, alors que Devon White cogne un double bon pour un point et que Roberto Alomar enchaîne lui aussi avec un double, qui fera marquer deux coureurs. Philadelphie inscrira un point en 9e contre Duane Ward, mais ce dernier met fin à la rencontre et inscrit le sauvetage dans ce premier gain des Blue Jays, 8 à 5.

### Match 2
Dimanche 17 octobre 1993 au SkyDome, Toronto, Ontario.
| Phillies de Philadelphie | 0 | 0 | 5 | 0 | 0 | 0 | 1 | 0 | 0 | 6 | 12 | 0 |
| Blue Jays de Toronto | 0 | 0 | 0 | 2 | 0 | 1 | 0 | 1 | 0 | 4 | 8  | 0 |
| Lanceurs partants : PHI : Terry Mulholland TOR : Dave Stewart Vic. : Terry Mulholland (1-0) Déf. : Dave Stewart (0-1) Sauv. : Mitch Williams (1) HRs : PHI : Jim Eisenreich (1), Lenny Dykstra (1) TOR : Joe Carter (1) |   |   |   |   |   |   |   |   |   |   |    |   |

Le vétéran Dave Stewart, joueur par excellence de la Série mondiale de 1989 avec Oakland, donne cinq points aux Phillies en 3e manche. John Kruk et Dave Hollins dont produire des points avec des simples, puis Jim Eisenreich, qui avait produit un point en 9e manche du match #1, enchaîne avec un coup de circuit de trois points. Philadelphie mène 5-0 et voit son avance réduite peu à peu, notamment lorsque Joe Carter claque un circuit de deux points en 4e contre l'éventuel lanceur gagnant Terry Mulholland, mais la relève des Phillies tient le coup et Mitch Williams inscrit le sauvetage dans un gain de 6 à 4.

### Match 3
Mardi 19 octobre 1993 au Veterans Stadium, Philadelphie, Pennsylvanie.
| Blue Jays de Toronto | 3 | 0 | 1 | 0 | 0 | 1 | 3 | 0 | 2 | 10 | 13 | 1 |
| Phillies de Philadelphie | 0 | 0 | 0 | 0 | 0 | 1 | 1 | 0 | 1 | 3  | 9  | 0 |
| Lanceurs partants : TOR : Pat Hentgen PHI : Danny Jackson Vic. : Pat Hentgen (1-0) Déf. : Danny Jackson (0-1) HRs : TOR : Paul Molitor (1) PHI : Milt Thompson (1) |   |   |   |   |   |   |   |   |   |    |    |   |

Après avoir donné 12 coups sûrs aux frappeurs des Phillies dans le match #2, les Blue Jays se lancent en attaque lors du premier match de la série disputé à Philadelphie, frappant 13 coups sûrs dans un gain facile de 10 à 3. Les ennuis du partant Danny Jackson, un autre habitué des Séries mondiales, commencent dès la manche initiale, où il est victime d'un triple de deux points de Paul Molitor, qui vient à son tour marquer sur un ballon-sacrifice de Joe Carter. Le match est mis hors de portée des champions de la Nationale en début de 7e, alors que Devon White frappe un triple bon pour un point, suivi d'un simple productif de Roberto Alomar et d'un ballon-sacrifice d'Ed Sprague pour faire 8-1 Toronto. En 9e, ce sera au tour d'Alomar de frapper un triple, faisant compter un point, et le joueur de deuxième but des Jays marquera à son tour sur un simple de Tony Fernandez.
Le lanceur gagnant, Pat Hentgen, fut solide pendant six manches au monticule pour Toronto.

### Match 4
Mercredi 20 octobre 1993 au Veterans Stadium, Philadelphie, Pennsylvanie.
| Blue Jays de Toronto | 3 | 0 | 4 | 0 | 0 | 2 | 0 | 6 | 0 | 15 | 18 | 0 |
| Phillies de Philadelphie | 4 | 2 | 0 | 1 | 5 | 1 | 1 | 0 | 0 | 14 | 14 | 0 |
| Lanceurs partants : TOR : Todd Stottlemyre PHI : Tommy Greene Vic. : Tony Castillo (1-0) Déf. : Mitch Williams (0-1) Sauv. : Duane Ward (2) HRs: PHI : Lenny Dykstra (2, 3), Darren Daulton (1) |   |   |   |   |   |   |   |   |   |    |    |   |

Sept points sont marqués en première manche, à l'issue de laquelle Philadelphie mène Toronto 4-3, ce qui donnera le ton à un festival offensif sans précédent dans l'histoire des Séries mondiales.
Lenny Dykstra claque un circuit de deux points en fin de 2e pour augmenter l'avance des Phillies à 6-3, mais en début de 3e les Jays ripostent sur des simples de Tony Fernandez et Pat Borders, des coups sûrs bons pour un point chacun, puis avec un simple de deux points de Devon White, qui place son équipe en avant 7-6. Philadelphie égale la marque en 4e, puis reprend les devants dans une 5e manche de cinq points, au cours de laquelle Darren Daulton et Lenny Dykstra (sa deuxième longue balle de la rencontre) frappent des circuits de deux points. C'est 12-7 Philadelphie après cinq manches, 13-9 après six, et 14-9 après sept manches.
En 8e, les Blue Jays explosent pour six points. Un double productif de Molitor amène le releveur Mitch Williams dans la rencontre. Celui-ci donne un simple à Fernandez, qui réduit la marque à 14-11, accorde un but-sur-balles à Sprague, puis Rickey Henderson frappe un simple de deux points, qui sera suivi d'un triple de Devon White faisant marquer deux autres coureurs et propulsera Toronto en avant 15-14.
Duane Ward ferme la porte aux Phillies pendant une manche et un tiers pour sauvegarder la victoire des Blue Jays, qui prennent les devants 3-1 dans la série. Trois records sont battus durant ce match : le plus grand total de points en Série mondiale pour les deux équipes (29), le plus grand nombre de points marqués dans une défaite (14), et le match qui aura duré le plus longtemps (4 heures et 14 minutes).

### Match 5
Jeudi 21 octobre 1993 au Veterans Stadium, Philadelphie, Pennsylvanie.
| Blue Jays de Toronto                                                                                            | 0 | 0 | 0 | 0 | 0 | 0 | 0 | 0 | 0 | 0 | 5 | 1 |
| Phillies de Philadelphie                                                                                        | 1 | 1 | 0 | 0 | 0 | 0 | 0 | 0 | X | 2 | 5 | 1 |
| Lanceurs partants : TOR : Juan Guzmán PHI : Curt Schilling Vic. : Curt Schilling (1-1) Déf. : Juan Guzmán (0-1) |   |   |   |   |   |   |   |   |   |   |   |   |

Après un quatrième match éprouvant pour les lanceurs des deux clubs, la cinquième rencontre de la série offre à l'opposé un duel entre les deux partants, Curt Schilling et Juan Guzman. 
Schilling lancera un match complet et limitera l'attaque explosive des Blue Jays à seulement cinq coups sûrs. Son vis-à-vis fait bien également. Guzman n'alloue en effet que cinq coups sûrs aux frappeurs des Phillies en sept manches au monticule, mais accorde deux points, dont un seul mérité. En première manche, Len Dykstra soutire un but-sur-balles, vole le deuxième puis poursuit sa course jusqu'au troisième lorsque le relais du receveur Pat Borders s'avère imprécis. Le joueur des Jays est débité d'une erreur et Dykstra viendra marquer sur le roulant de John Kruk, retiré à l'avant-champ. L'autre point des Phillies est produit par Kevin Stocker sur un double en 2e manche. Les champions de la Ligue Nationale évitent l'élimination en l'emportant 2-0. La série retourne à Toronto avec les Blue Jays en avant trois victoires à deux.

### Match 6
Mardi 20 octobre 1993 au SkyDome, Toronto, Ontario.
| Phillies de Philadelphie | 0 | 0 | 0 | 1 | 0 | 0 | 5 | 0 | 0 | 6 | 7  | 0 |
| Blue Jays de Toronto | 3 | 0 | 0 | 1 | 1 | 0 | 0 | 0 | 3 | 8 | 10 | 2 |
| Lanceurs partants : PHI : Terry Mulholland TOR : Dave Stewart Vic. : Duane Ward (1-0) Déf. : Mitch Williams (0-2) HRs : PHI : Lenny Dykstra (4) TOR : Paul Molitor (2), Joe Carter (2) |   |   |   |   |   |   |   |   |   |   |    |   |

De retour à domicile, les Blue Jays frappent tôt aux dépens de Terry Mulholland. Ils prennent une avance de 3-0 en première manche sur un triple de Paul Molitor, un ballon-sacrifice de Joe Carter, et un simple de Roberto Alomar. Molitor frappe un circuit en solo en 5e, et Toronto mène Philadelphie par 5-1.
En 7e manche, l'attaque des Phillies se réveille. Lenny Dykstra chasse d'un seul élan le partant Dave Stewart. Le circuit de trois points du voltigeur de centre réduit l'avance des Jays à 5-4. Le releveur Danny Cox permet à Philadelphie de créer l'égalité sur un simple de Dave Hollins. Al Leiter, qui s'amène à son tour sur la butte, voit les Phillies prendre les devants pour la première fois dans le match sur le ballon-sacrifice de Pete Incaviglia.
En 9e manche, les Phillies mènent 6-5 et sont à trois retraits de forcer la présentation d'un septième et ultime match. Le gérant Jim Fregosi envoie son releveur Mitch Williams pour protéger l'avance, mais celui-ci faillit une fois de plus. Il donne un but-sur-balles au premier frappeur qu'il affronte, Rickey Henderson, puis un simple à Paul Molitor. Avec un retrait, Joe Carter frappe un circuit de 3 points au champ gauche. Les Blue Jays de Toronto remportent la rencontre par le score de 8 à 6 et gagnent la Série mondiale pour la deuxième année consécutive.
C'était aussi la première fois (et la seule à ce jour) que la victoire ultime en Série mondiale était remportée dans un stade au Canada.

## Joueur par excellence
Le joueur de premier but et frappeur désigné des Blue Jays de Toronto, Paul Molitor, fut élu joueur par excellence de la Série mondiale 1993. Il frappa pour ,500 (12 coups sûrs en 24 présences au bâton) lors des six matchs de la série, cogna deux doubles, deux triples et deux coups de circuits, produisit 8 points, soutira 3 buts-sur-balles et vint marquer à 10 reprises.

## Autres
- Lors du quatrième match de la série Blue Jays-Phillies, l'officiel Charlie Williams devint le premier arbitre Afro-Américain à travailler derrière le marbre lors d'un match de Série mondiale.
- Joe Carter des Blue Jays fut directement impliqué dans le dernier jeu de trois séries éliminatoires consécutives. Appelé à remplacer John Olerud comme joueur de premier but lors du match #6 de la Série mondiale de 1992, il capta le relais du lanceur Mike Timlin après un roulant frappé par Otis Nixon, pour compléter le retrait concrétisant la victoire de son équipe. Lors du 6e et dernier match de la Série de championnat de la Ligue américaine en 1993, il jouait au champ droit lorsqu'il capta la balle cognée par Tim Raines pour éliminer les White Sox de Chicago. Enfin, la Série mondiale de 1993 se termina sur le dramatique circuit de trois points de Carter.
- Le stoppeur des Phillies de Philadelphie, Mitch Williams, fut la cible de menaces de mort[1] pendant le match #4 de la série, alors que deux appels hostiles furent placés au Veterans Stadium de Philadelphie[réf. nécessaire] lorsqu'il devint évident que Williams, incapable de préserver l'avance de son équipe en 8e manche, allait être le lanceur perdant dans la défaite des Phillies. Le lanceur ne fut mis au courant de ces menaces qu'après la cinquième rencontre.[réf. nécessaire]
- Le lanceur partant des Phillies, Curt Schilling, fut surpris par les caméras de télévision du réseau CBS alors que, nerveux, il avait posé une serviette sur sa tête pour ne pas regarder son coéquipier Mitch Williams lancer. En plus d'irriter Williams, cette attitude provoqua le mécontentement de certains autres joueurs des Phillies, qui accusèrent Schilling d'agir de manière excentrique uniquement pour attirer les caméras sur sa personne. Subséquemment, plusieurs joueurs de l'équipe prirent l'habitude de porter des serviettes sur leur tête lorsqu'ils étaient au banc des joueurs, détournant par le fait même l'attention des médias envers Schilling.[réf. nécessaire]
- Mitch Williams a fait l'objet d'un épisode de la série The Top 5 Reasons You Can't Blame..., une émission sur le sport brièvement diffusée entre 2005 et 2007 par les réseaux américains ESPN2 et ESPN Classic. L'épisode intitulé The Top 5 Reasons You Can't Blame... Mitch Williams for the Phillies Losing the 1993 World Series (traduction : Les 5 meilleures raisons pour ne pas blâmer Mitch Williams pour la défaite des Phillies dans la Série mondiale de 1993) fut le premier épisode de la deuxième saison de la série, diffusé pour la première fois le 25 octobre 2005[2].